# سامارتين دي أونديش
سامارتين دي أونديش  هي واحدة من 15 تقسيم إداري في بلمونتي دي ميراندا، وهي بلدية ضمن مقاطعة ومجتمع أستورياس المستقل، في شمال إسبانيا. 
تبلغ مساحتها 9.4 كيلومتر مربع (3.6 ميل مربع) ويبلغ عدد سكانها 49 نسمة (المعهد الوطني للإحصاء 2005).